# Wolfgang Gerhards
Wolfgang Gerhards (* 1. Dezember 1949 in Mülheim an der Ruhr) ist ein deutscher Politiker der SPD. Er war von 1998 bis 2005 als Minister in verschiedenen Ressorts in den Ländern Sachsen-Anhalt, Rheinland-Pfalz und Nordrhein-Westfalen tätig.

## Leben
Gerhards studierte Rechtswissenschaft an den Universitäten Bochum, Gießen und Bonn. Nach seinem ersten Staatsexamen war er von 1975 bis 1979 im juristischen Vorbereitungsdienst im Bezirk des Oberlandesgerichts Köln. Von 1977 bis 1978 war er zudem wissenschaftlicher Assistent am Institut für öffentliches Recht der Universität Bonn. Nach seinem zweiten Staatsexamen 1979 war Gerhards bis 1988 als Verwaltungsrichter am Verwaltungsgericht Köln und am Oberverwaltungsgericht für das Land Nordrhein-Westfalen in Münster tätig.
1985 in die SPD eingetreten, wurde er 1988 Referent für öffentliches Recht in der Fraktion der SPD im Deutschen Bundestag. Von 1991 bis 1994 war er ständiger Vertreter des Ministers für Bundesangelegenheiten und Europa und Vertreter des Landes Rheinland-Pfalz beim Bund. 1994 trat er das Amt des Chefs der Staatskanzlei des Landes Sachsen-Anhalt an. Ein Jahr später wurde er stellvertretender Bundesgeschäftsführer der SPD.
Von 1998 bis 2002 amtierte Gerhards als Finanzminister des Landes Sachsen-Anhalt. Am 12. November 2002 wurde er als Nachfolger von Jochen Dieckmann zum Justizminister von Nordrhein-Westfalen ernannt (Kabinett Steinbrück). Aus diesem Amt schied Gerhards am 24. Juni 2005, wie auch schon in Sachsen-Anhalt, infolge eines Machtwechsels hin zu einer CDU/FDP-Koalition aus.